# Monarquía en Alemania

Estados componentes de la Confederación Germánica (1815-1866). Eran cuarenta entidades políticas soberanas diferentes, la práctica totalidad monarquías, a excepción de algunas antiguas ciudades imperiales libres.

Divisiones territoriales del Sacro Imperio Romano Germánico en 1648 (Paz de Westfalia).

Divisiones territoriales del Sacro Imperio Romano Germánico hacia el año 1000.

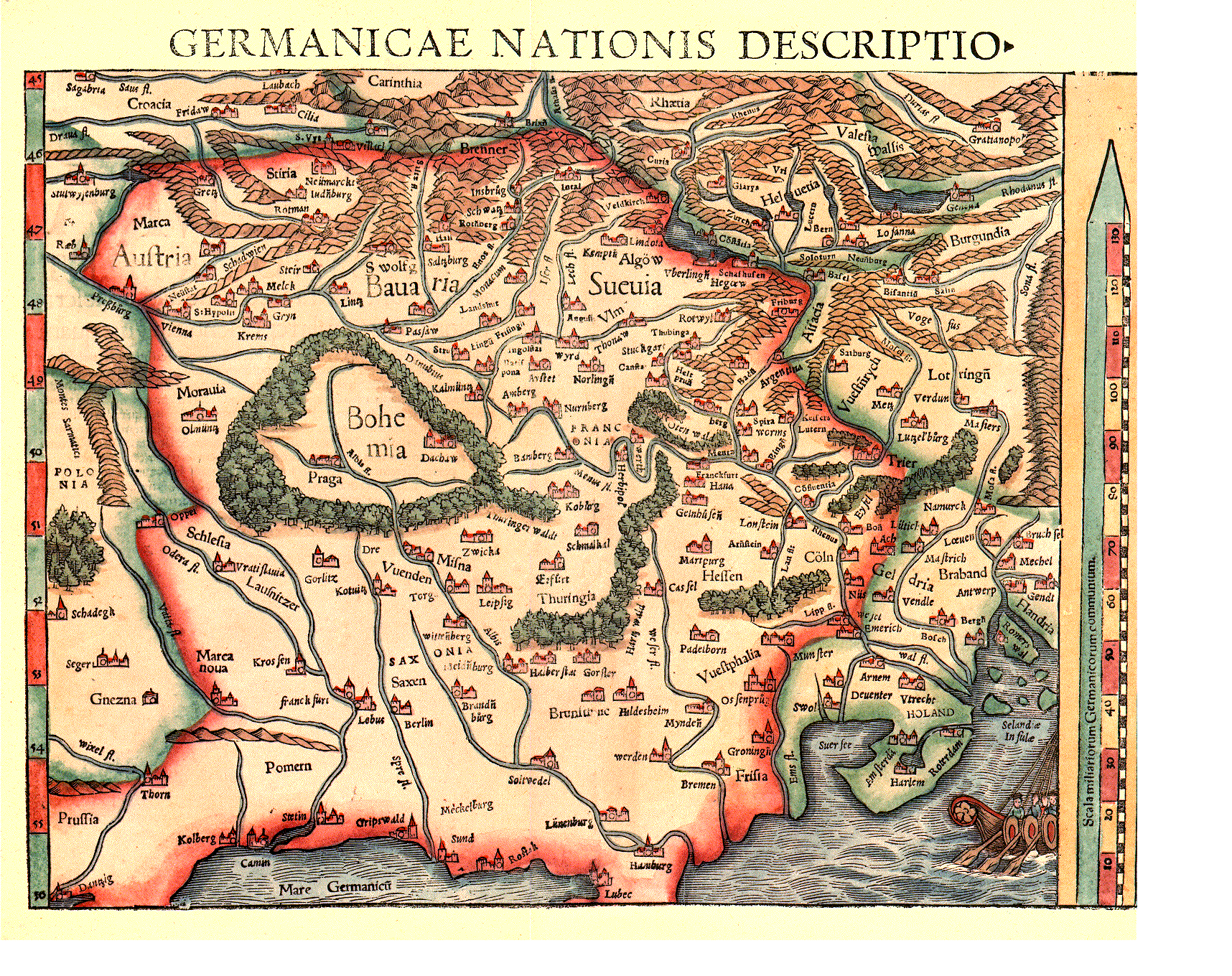
La Europa germánica en un mapa antiguo.

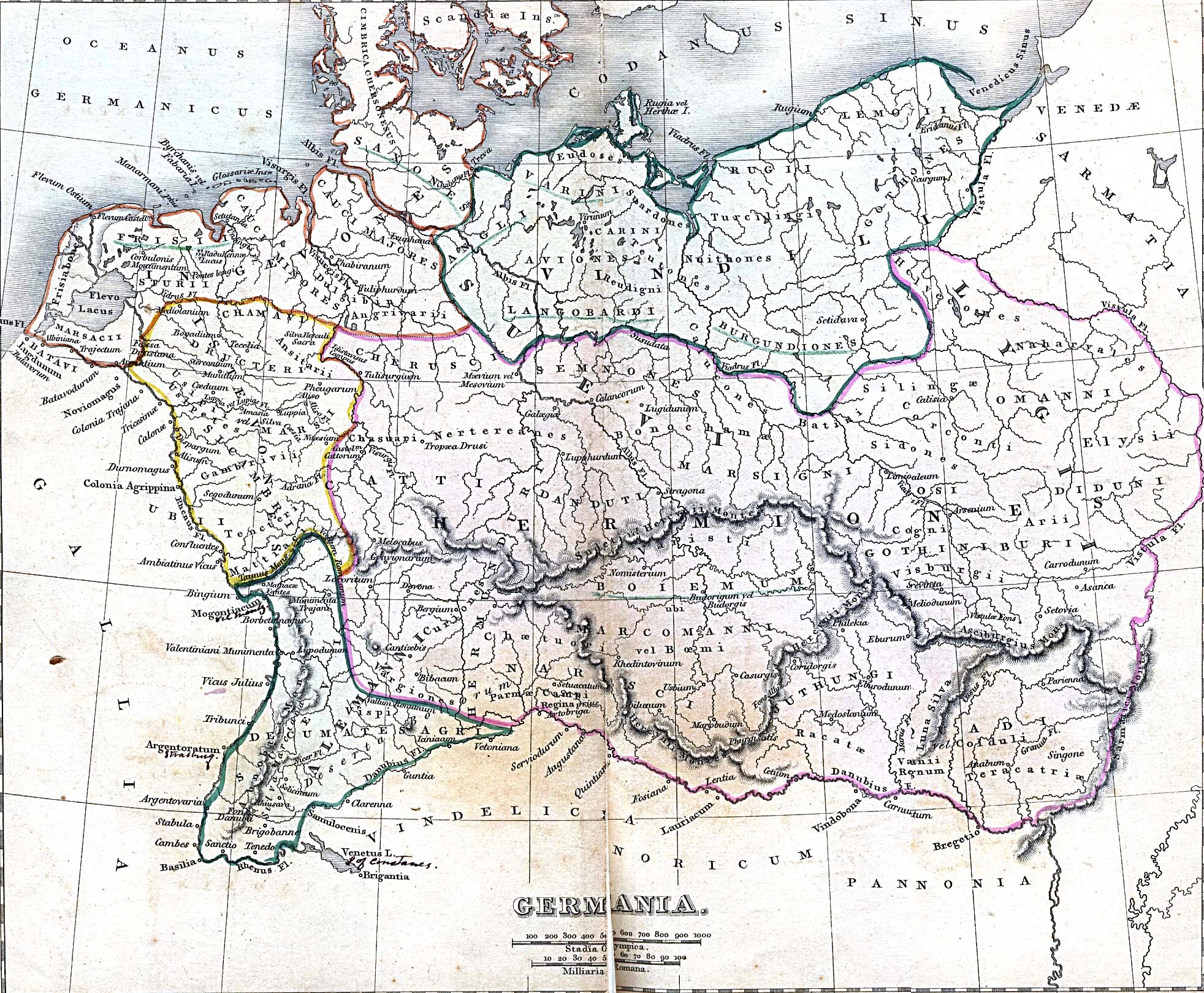
Mapa histórico del sobre los territorios de las tribus germánicas en Europa Central.

La monarquía en Alemania ha sido la forma de gobierno predominante a lo largo de su historia, a veces unificada y a veces en diferentes reinos alemanes.
Aunque los antiguos pueblos germánicos tenían una figura institucional (el kuningaz o "rey") que les lideraba en la guerra, el territorio de la actual Alemania no acogió el nacimiento de ninguna de las monarquías germánicas, es decir, las que se fundaron por los pueblos germánicos (visigodos, ostrogodos, francos, longobardos, burgundios, anglos, sajones) que se establecieron en el territorio del Imperio romano de Occidente a partir del siglo V. Fue el reino de los francos, cuyo territorio inicial era el norte de la actual Francia y el Benelux, el que se expandió por el territorio entre el Rin y el Elba. Tras el periodo merovingio, en el que se dividió en varios reinos (Neustria, Austrasia, Borgoña, etc.) se reunificó y convirtió en el Imperio carolingio. La división de este imperio a partir del tratado de Verdún (843) dio origen al reino de Francia Orientalis, que con los otónidas se convertiría en el Sacro Imperio Romano (Heiliges Römisches Reich).
Con el abandono de los asuntos italianos, evidente a partir de los emperadores de la dinastía Luxemburgo, el Imperio se "germanizó" fuertemente en el siglo XIV. El debilitamiento del poder imperial dio el poder efectivo sobre el territorio a la nobleza feudal, laica y eclesiástica, de entre los que los más poderosos se convirtieron en príncipes electores (Kurfürst), los únicos que intervenían en la elección imperial desde 1356. Algunos de ellos incluso ostentaban el título de "rey" (König) y su territorio el de "reino" (el rey de Baviera y el margrave de Brandeburgo, que añadió a sus títulos el de rey de Prusia -inicialmente, un territorio externo al Imperio-); pero cualquiera de los demás, independientemente de su título (gran duque, duque, conde, conde palatino, margrave, landgrave, obispo, arzobispo) era también "soberano" en su Estado, tanto que con la Reforma protestante y las guerras que se sucedieron en los siglos XVI y XVII (de la guerra de Esmalcalda a la guerra de los Treinta Años) cada uno de ellos actuaba con completa libertad en asuntos políticos y religiosos, y aplicaban el principio cuius regio eius religio (por el que la religión del rey se imponía como religión del reino).
En el siglo XIX, con las guerras napoleónicas, se suprimió el Imperio Germánico (1806 -Confederación del Rin-), con lo que los Habsburgo, hasta entonces archiduques de Austria por herencia y emperadores de Alemania por elección (la elección imperial había pasado a ser un mero trámite, pero continuaba manteniéndose formalmente), pasaron a titularse emperadores de Austria; simultáneamente, alguno de los territorios alemanes pasó a tener consideración de "reino", como el Reino de Westfalia, el Reino de Sajonia y el Reino de Wurtemberg. Tras la derrota de Napoleón (1814-1815) se reordenaron los Estados alemanes, como los de toda Europa (Congreso de Viena) y se otorgó la condición de reino al Reino de Hanóver (cuyo rey era el de Inglaterra hasta 1837). El establecimiento de una Confederación Germánica que pretendía consolidar el Antiguo Régimen no logró impedir los movimientos liberales y nacionalistas que llevaron a la unificación alemana. Las fuertes diferencias de liderazgo y concepción entre el Imperio austríaco ("gran Alemania") y el reino de Prusia ("pequeña Alemania") terminaron por concretarse en la formación del Imperio alemán o Segundo Reich (1871), que mantuvo a los "reyes" alemanes en el uso de sus títulos, privados de contenido político, en beneficio del Kaiser Hohenzollern (la dinastía prusiana) y la exclusión de Austria. Por su parte, el Imperio austríaco se transformó en Imperio Austro-Húngaro (1867). La necesidad de dotar de reyes a algunas nuevas naciones, como el reino de Grecia, el reino de Rumanía o el reino de Bulgaria, hizo que se recurriera a las abundantes líneas dinásticas de la realeza alemana, emparentada con todas las de Europa, y cuyos intrincados árboles genealógicos se inscribían en el Almanaque de Gotha.
Las monarquías alemanas y austrícas (tanto las imperiales como las de menor extensión territorial) terminaron con la derrota de Austria y Alemania en la Primera Guerra Mundial (1918), estableciéndose repúblicas (en Alemania, la república de Weimar, y en el territorio austro-húngaro la república de Austria, la república de Hungría, la república de Checoslovaquia, etc.)
Como un microestado pervivió el Principado de Liechtenstein, que subsiste en la actualidad. En una zona completamente distinta, también pervive el Gran Ducado de Luxemburgo, un Estado monárquico que también tiene entre sus lenguas oficiales al idioma alemán, y que proviene una trayectoria histórica diferente, la de los Países Bajos de los Habsburgo.